# Mistrzostwa Świata w Piłce Ręcznej Kobiet 2001
XV Mistrzostwa Świata w Piłce Ręcznej Kobiet odbyły się w dniach 4-16 grudnia 2001 roku we Włoszech. W turnieju występowały 24 zespoły.
Mistrzem Świata została Mistrzem Świata została Rosja, pokonując w finale reprezentację Norwegii. Brązowy medal zdobyła Jugosławia. Najlepszą strzelczynią turnieju została Ausra Fridrikas.

## Formuła
W rundzie wstępnej 24 zespoły zostały podzielone na 4 grupy. Trzy pierwsze zespoły z każdej grupy zakwalifikowały się do drugiej rundy. Zespoły z miejsc 4 - 6 rozegrają walkę o miejsca 13 - 24. W rundzie drugiej zespoły zostały przydzielone do 2 grup. Zwycięzcy grup i zespoły z drugiego miejsca awansują do półfinału. Z kolei zespoły z miejsc 3 - 6 rozegrają walkę o miejsca 5 - 12. Przegrani z półfinałów rozegrają mecz o brązowy medal, natomiast zwycięzcy półfinałów zagrają w finale o złoty medal.

### Faza finałowa

#### Półfinały
| Dania    | 20−26 | Rosja      |
| Norwegia | 34−33 | Jugosławia |

#### Mecz o 3. miejsce
| Dania | 40−42 | Jugosławia ' |

#### Finał
| Rosja | 30−25 | Norwegia |

### Nagrody indywidualne
| Najlepsza strzelczyni | Najlepsza bramkarka | Najlepsza lewoskrzydłowa | Najlepsza prawoskrzydłowa | Najlepsza lewa rozgrywająca | Najlepsza środkowa rozgrywająca | Najlepsza prawa rozgrywająca | Najlepsza obrotowa |
| --------------------- | ------------------- | ------------------------ | ------------------------- | --------------------------- | ------------------------------- | ---------------------------- | ------------------ |
| Ausra Fridrikas       | Cecilie Leganger    | Maja Savić               | Beatrix Balogh            | Leïla Lejeune-Duchemann     | Irina Połtorackaja              | Mette Vestergaard            | Ludmiła Bodnijewa  |

## Końcowa klasyfikacja
|     |                    |
| Lp. | Drużyna            |
|     | Rosja              |
|     | Norwegia           |
|     | Jugosławia         |
| 4.  | Dania              |
| 5.  | Francja            |
| 6.  | Węgry              |
| 7.  | Austria            |
| 8.  | Szwecja            |
| 9.  | Słowenia           |
| 10. | Hiszpania          |
| 11. | Chiny              |
| 12. | Brazylia           |
| 13. | Angola             |
| 14. | Holandia           |
| 15. | Korea Południowa   |
| 16. | Włochy             |
| 17. | Rumunia            |
| 18. | Ukraina            |
| 19. | Tunezja            |
| 20. | Japonia            |
| 21. | Macedonia Północna |
| 22. | Kongo              |
| 23. | Urugwaj            |
| 24. | Grenlandia         |